# Општи избори у Уједињеном Краљевству 2024.
Општи избори у Уједињеном Краљевству 2024. одржани су у четвртак, 4. јула, како би се изабрало 650 посланика у Доњем дому парламента Уједињеног Краљевства. Владајућа Конзервативна партија, коју је предводио Риши Сунак, убедљиво је поражена од опозиционе Лабуристичке партије коју је предводио Кир Стармер.

## Позадина
Конзервативна партија под вођством Бориса Џонсона освојила је велику већину на општим изборима 2019. и нова влада је усвојила споразум о повлачењу Уједињеног Краљевства из Европске уније. Пандемија ковида 19 довела је до тога да је влада увела ограничења у области јавног здравства, укључујући ограничења друштвених интеракција, за која је касније откривено да су Џонсон и неки од његових партијских колега прекршили. Политички скандал који је уследио (познат као Партигејт), један од многих у низу контроверзи које су окарактерисале Џонсонов мандат, нарушио је његову личну репутацију. Ситуација је ескалирала у јулу 2022. са скандалом Криса Пинчера, оптуженог за сексуално узнемиравање, што је довело до Џонсонове оставке. Он је поднео оставку на место посланика следеће године, након што је истрага једногласно утврдила да је лагао пред парламентом.
Лиз Трас је победила на изборима за руководство странке и наследила Џонсона у септембру. Трасова је 23. септембра најавила велико смањење пореза и задуживање, што је наишло на широке критике и – након што је брзо довело до финансијске нестабилности – у великој мери поништено. Она је поднела оставку у октобру, чиме је постала премијерка са најкраћим мандатом у британској историји. Риши Сунак је победио на наредним изборима за руководство, без противкандидата, и наследио Трасову у октобру.
Током свог премијерског мандата, Сунак је био заслужан за побољшање привреде и стабилизацију националне политике, иако су многа његова обећања и политичке најаве на крају остале неиспуњене. Он није успео да утиче на непопуларност конзервативаца који су до његовог избора били на власти већ 12 година. Јавно мњење одразило се на лош учинак конзервативаца на локалним изборима 2022, 2023. и 2024. године.
Дата табела приказује састав Доњег дома након општих избора 2019. и пред његово распуштање 30. маја 2024, резимирајући промене у партијском учешћу које су се десиле између 2019. и 2024. године.
| Партија          | Партија             | Чланови        | Чланови                    | Чланови    |
| Партија          | Партија             | Изабрани 2019. | Пред распуштање парламента | Промена    |
| ---------------- | ------------------- | -------------- | -------------------------- | ---------- |
|                  | Конзервативци       | 365            | 344                        | 21         |
|                  | Лабуристи           | 202            | 205                        | 3          |
|                  | СНП                 | 48             | 43                         | 5          |
|                  | Либералне демократе | 11             | 15                         | 4          |
|                  | ДУП                 | 8              | 7                          | 1          |
|                  | Шин Фејн            | 7              | 7                          | Стагнација |
|                  | Плајд Камри         | 4              | 3                          | 1          |
|                  | СДЛП                | 2              | 2                          | Стагнација |
|                  | Алба                | N/A            | 2                          | 2          |
|                  | Зелени              | 1              | 1                          | Стагнација |
|                  | Алијанса            | 1              | 1                          | Стагнација |
|                  | Радничка партија    | N/A            | 1                          | 1          |
|                  | Реформ УК           | 0              | 1                          | 1          |
|                  | Спикер              | 1              | 1                          | Стагнација |
|                  | Независни           | 0              | 17                         | 17         |
| Укупно           | Укупно              | 650            | 650                        | Стагнација |
| Укупно гласање   | Укупно гласање      | 639            | 638                        | 1          |
| Владајућа већина | Владајућа већина    | 87             | 44                         | 43         |

## Скандал са клађењем
Током кампање за опште изборе изнети су наводи да су се одређени чланови политичких партија и полицајци незаконито кладили на потенцијални датум избора, под сумњом да су неки од њих можда имали инсајдерска сазнања о датуму општих избора пре него што је Сунак јавно објавио када ће се одржати.
Оптужбе су почеле са извештајем у новинама The Guardian у којем се наводи да је кандидат конзервативаца и лични секретар премијера, Крег Вилијамс, 19. маја 2024. понудио опкладу од 100 фунти да ће избори бити у јулу, три дана пре него што је Сунак открио датум јавности. Као одговор на ово, Комисија за коцкање је отворила истрагу о наводним прекршајима везаним за клађење на датум избора. Касније су изнети даљи наводи или признања о политичким клађењима у које су били умешани полицајци, чланови Конзервативне и Лабуристичке партије, као и поједине Либералне демократе.
Министар спољних послова и бивши премијер Дејвид Камерон осудио је Вилијамса због опкладе, рекавши да је то била „веома глупа одлука”. Сунак је 20. јуна рекао да је „невероватно љут што је сазнао за ове оптужбе” и да је „исправно да их прописно истраже надлежни органи за спровођење закона”. Сунак и конзервативци су се суочили са критикама Стармера и Дејвија након што је скандал изашао на видело. Иако је признао да се кладио на исход избора, Дејви је такође позвао на ревизију закона о коцкању.

## Анкете
Линије анкета су конструисане коришћењем локалних регресија.